# Ralf Tyra

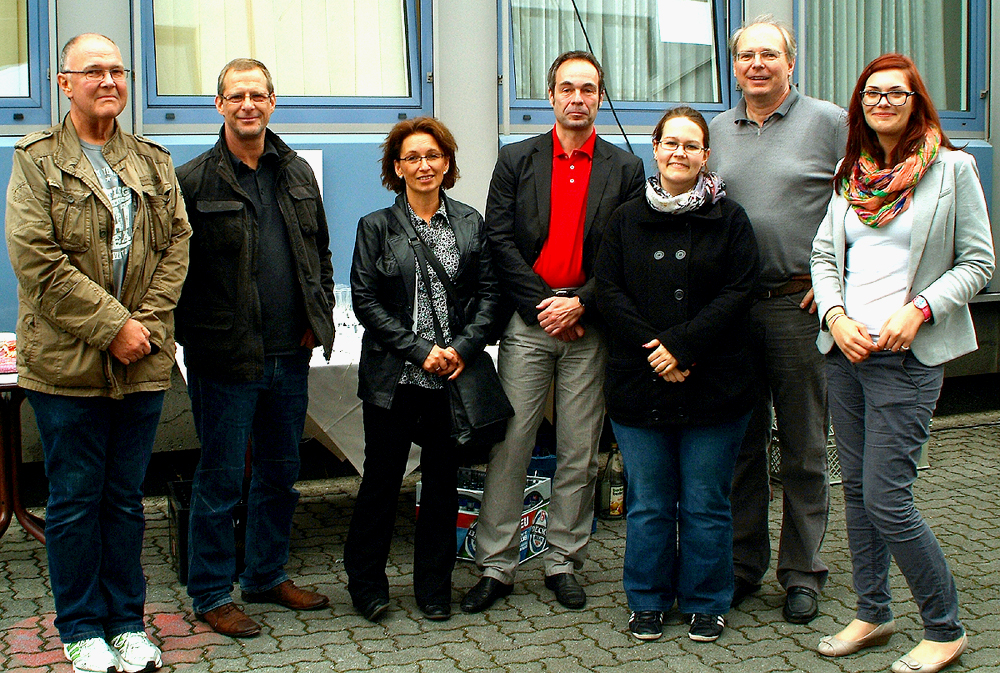
Ralf Tyra (2. v. r.) im Kreise einiger Mitarbeiter während der Feier zum 75. Jubiläum des Hauses kirchlicher Dienste (2012)

Ralf Tyra (* 1958) ist ein deutscher evangelischer Theologe und von 2008 bis Juli 2023 Leiter des Hauses kirchlicher Dienste der Evangelisch-lutherischen Landeskirche Hannovers.

## Leben
Tyra wuchs in Osnabrück auf und machte 1977 am dortigen Ratsgymnasium Abitur. Nach dem Studium der Theologie war Ralf Tyra Wissenschaftler Mitarbeiter an der kirchlichen Hochschule Berlin und von 1989 bis 1996 als Pastor an der Wolfsburger Paulus-Kirche tätig. 1996 wurde Tyra Geschäftsführer/Sekretär der Hanns-Lilje-Stiftung. Im Jahr 2008 wurde er zum Direktor des Hauses kirchlicher Dienste der Evangelisch-lutherischen Landeskirche Hannovers berufen. In einem Gottesdienst zur Einführung von Mirko Peisert als Leiter des Hauses kirchlicher Dienste am 18. August 2023  in der Neustädter Hof- und Stadtkirche Hannover wurde er von Landesbischof Ralf Meister von seinem Amt als Leiter des Hauses kirchlicher Dienste entpflichtet und verabschiedet.
Er ist Mitglied im Konvent des Klosters Loccum und war Mitglied im Kuratorium des Predigerseminar Loccum. Seit seinem Ruhestand arbeitet Ralf Tyra in der Begleitung und Beratung von Menschen im Übergang zum Ruhestand und in den ersten Jahren des Ruhestands in der Personalabteilung des Landeskirchenamt Hannover und engagiert sich ehrenamtlich.

## Werke
- Ralf Meister, Jan von Lingen, Fritz Baltruweit, Christina vom Brocke, Marianne Gorka, Ralf Tyra und Albert Wieblitz (Hrsg.): Fünf Minuten mit Gott. Denkanstöße für jeden Tag, Neukirchen-Vluyn: Neukirchener Aussaat, 2012, ISBN 978-3-7615-5967-3
- Manfred Kießig, Martin Rothgangel, Andreas Brummer (Hrsg.): Evangelischer Erwachsenenkatechismus: suchen - glauben - leben (mit CD-Rom), im Auftrag der Kirchenleitung der VELKD, unter Mitarbeit von Wiebke Bähnk, Norbert Dennerlein, Heiko Franke, Peter Hirschberg, Jutta Krämer, Michael Kuch und Ralf Tyra, 8., neu bearb. und erg. Auflage, Gütersloh: Gütersloher Verlags-Haus, 2010, ISBN 978-3-579-05928-0
- Wolfgang Vögele, Ralf Tyra (Hrsg.): Kirchliche Stiftungen sind im Kommen!, Dokumentation einer Tagung der Evangelischen Akademie Loccum und der Hanns-Lilje-Stiftung vom 30. bis 31. Januar 2002, 1. Auflage, Rehburg-Loccum: Evangelische Akademie Loccum, Protokollstelle, in der Reihe Loccumer Protokolle [20]02/41, hergestellt on demand, 2002, ISBN 3-8172-4102-X
- Fritz Erich Anhelm, Ralf Tyra (Hrsg.): Kirche im pluralen und globalen Dialog, Dokumentation einer Tagung der Evangelischen Akademie Loccum vom 3. bis 5. März 2000, Tagung zum Zehnjährigen Jubiläum der Hanns-Lilje-Stiftung, 1. Auflage, in der Reihe Loccumer Protokolle, [20]00/11 Rehburg-Loccum: Evangelische Akademie Loccum, Protokollstelle, 2001, ISBN 3-8172-1100-7
- Wolfgang Vögele, Ralf Tyra (Hrsg.): Regionale kirchliche Stiftungen in der Evangelisch-Lutherischen Landeskirche Hannovers, Dokumentation eines Workshops der Evangelischen Akademie Loccum und der Hanns-Lilje-Stiftung am 7. und 8. Februar 2001, 1. Auflage, in der Reihe Loccumer Protokolle, [20]01/30, Rehburg-Loccum: Evangelische Akademie Loccum, Protokollstelle, 2001, ISBN 3-8172-3001-X
- Gerhard Besier (Hrsg.): Kirche nach der Kapitulation, Bd. 2: Auf dem Weg nach Treysa, bearb. von Dieter Altmannsperger und Ralf Tyra, Stuttgart: Kohlhammer, 1990, ISBN 3-17-010303-2